# Szynel (film 1959)
Szynel (ros. Шинель) – radziecki film z 1959 roku w reżyserii Aleksieja Batałowa będący adaptacją utworu Nikołaja Gogola o tej samej nazwie.

## Obsada
- Rołan Bykow jako Akakij Akakijewicz
- Jurij Tołubiejew
- Jelena Ponsowa jako Awdot'ja Siemionowna
- Lubow Malinowska